# Billy, Allier

Billy este o comună în departamentul Allier din centrul Franței. În 1 ianuarie 2022 avea o populație de 823 de locuitori.